# Ernst Knobil
Ernst Knobil (Berlin, Németország, 1926. szeptember 20. – Houston, Amerikai Egyesült Államok, 2000. április 13.) német származású amerikai biológus, endokrinológus, fiziológus, a Magyar Tudományos Akadémia tiszteleti tagja. Az emlősök endokrin rendszerének az egyedfejlődést és az ivari működést meghatározó mechanizmusát kutatta, részletesen feltárta a női menstruációs ciklus endokrin szabályozó rendszerét.

## Életútja
Osztrák apától és német anyától született Berlinben. A hitleri nemzetiszocializmus térhódításával párhuzamosan a család 1933 körül előbb Párizsban, majd 1940-ben New Yorkban telepedett le. 1942-ben kezdte meg zoológiai tanulmányait a Cornell Egyetemen működő Mezőgazdasági és Élettudományi Kollégiumban (College of Agriculture and Life Sciences). Két évig harcolt a második világháborúban, végül diplomáját 1948-ban szerezte meg a Cornellen. Ezt követően posztgraduális tanulmányokat folytatott Samuel L. Leonard ithacai szaporodásbiológiai kutatólaboratóriumában, s 1951-ben kandidátusi fokozatot szerzett. 1951 és 1953 között a bostoni Harvard Fogorvos-tudományi Főiskola (Harvard School of Dental Medicine) Roy O. Greep vezette laboratóriumában vállalt kutatói állást. 1953-ban a Harvard Orvostudományi Főiskola (Harvard Medical School) élettani tanszékére nevezték ki instruktornak, ahol 1957-től tanársegédként végezte az oktatómunkát. 1961-ben átvette a Pittsburghi Egyetem élettani tanszékének vezetését és húsz éven keresztül irányította az ott folyó munkát. 1981-ben elfogadta a Texasi Egyetem felkérését, s három éven keresztül látta el a Houstonban működő orvostudományi kar dékáni feladatait. 1984-től 1997-es nyugdíjazásáig az egyetem houstoni neuroendokrinológiai laboratóriumának vezetője volt.

## Munkássága
Kutatásai elsősorban az emlősök endokrin rendszerének, hormonjainak egyedfejlődési és szaporodásbiológiai folyamatokban betöltött szerepére irányultak. Jelentőségükben kiemelkednek az emlősök női ivari működésére, menstruációs ciklusára vonatkozó vizsgálatai, amelyek alapjául főként bundermajmokon (Macaca mulatta) végzett kísérletei szolgáltak.
Az 1950-es években, a Greep-féle bostoni laboratóriumban a mellékvesekéreg funkcióit és az anya–magzat-kapcsolat élettani folyamatait tanulmányozta. A későbbiekben a bundermajmok – és más főemlősök – menstruációs ciklusában fontos szerepet betöltő gonadotropinfelszabadító hormon (GnRH), follikuluszstimuláló hormon (FSH), luteinizáló hormon (LH), ösztradiol és progeszteron termelődésével és élettani hatásmechanizmusával foglalkozott. Vizsgálatai során felismerte, hogy a hipotalamuszban termelődő gonadotropinfelszabadító hormon egyfajta pulzusgenerátorként működik, amelynek ürülése stimulálja több más gonadotrop hormon (FSH, LH) szekrécióját. A GnRH pulzáló ritmusban és ciklusosan változó intenzitással ürül a hipotalamuszból az agyalapi mirigybe, amelynek elülső lebenyében ennek hatására zajlik le az ovuláció (peteleválás) lefolyásáért és a sárgatest kialakulásáért felelős follikuszstimuláló és luteinizáló hormonok kiválasztódása és ürülése a véráramba. Rámutatott, hogy a pulzáló hormonszekréció napi – mintegy óránkénti – ritmussal is rendelkezik, ennél azonban fontosabb a menstruációs ciklussal közvetlen okozati összefüggésbe állítható, nagyobb időtávban megragadható, ismétlődő periódusa, melynek során változik a pulzusok intenzitása, s ezzel arányosan a véráramba ürülő gonadotrop hormonok koncentrációja is. A hormonok legnagyobb koncentrációjú ürülése a menstruációs ciklus közepével esik egybe, és ez idézi elő a tüsző felrepedését és a petesejt kilökődését. Knobil kutatásai az emlősök női ivari működésének egyéb pozitív és negatív visszacsatolásaira is kiterjedtek. Egyebek mellett bizonyította, hogy az ovuláció előidézésében meghatározó szerepet játszik a petefészekben zajló fokozott ösztradioltermelés, amely a GnRH-ürülés intenzitását növeli, míg a terhesség fenntartásáért felelős progeszteron éppen ellentétes hatást fejt ki a folyamatra.
Munkásságának további jelentős eredményeit a növekedési hormonok hatásmechanizusának vizsgálatával érte el, elsőként mutatott rá e hormonok fajspecifikus mivoltára.
Jelentős volt tudományszervezői tevékenysége, számos kutató kezdte a pályát az általa szervezett és vezetett tudományos műhelyekben, így például 1974 után a pittsburghi Főemlős-szaporodásbiológiai Kutatóközpontban (Center for Research in Primate Reproduction), 1984 után pedig a houstoni egyetemi neuroendokrinológiai laboratóriumban. Az általa szerkesztett szaporodásbiológiai és élettani monográfiák mellett tudományos cikkei száma meghaladja a kétszázat. Alapító szerkesztője volt az 1980-ban meginduló Endocrine Reviews című szakfolyóiratnak.

### Társasági tagságai és elismerései
1986-ban az Amerikai Nemzeti Tudományos Akadémia tagja lett, és rendes tagja volt az Amerikai Művészeti és Tudományos Akadémiának is. Több külföldi tudományos intézet is meghívta tagjai sorába: 1990-ben a Magyar Tudományos Akadémia tiszteleti tagjává választották, külső tagja volt a Francia Természettudományi Akadémiának, az Olasz Nemzeti Tudományos Akadémiának és a Belga Királyi Orvostudományi Akadémiának. 1976-tól az amerikai Endokrinológiai Társaság (Endocrine Society), 1979-től az Amerikai Fiziológiai Társaság (American Physiological Society), 1984 és 1988 között pedig a Nemzetközi Endokrinológiai Társaság (International Society of Endocrinology) elnökségi tagja volt.
Tudományos érdemei elismeréseként 1982-ben az endokrinológiai Fred Conrad Koch-díjat, 1983-ban a szaporodásbiológiai Carl G. Hartman-díjat, 1997-ben pedig az Amerikai Fiziológiai Társaság Walter B. Cannon-emlékdíját vehette át. 1980-ban a Bordeaux-i Egyetem, 1983-ban a Wisconsini Orvostudományi és Közegészségügyi Főiskola, 1994-ben a Liège-i Egyetem, 2000-ben pedig a Milánói Tudományegyetem díszdoktorává avatták.

## Főbb művei
- The Physiology of reproduction I–II. Ed. Ernst Knobil, Jimmy D. Neill. New York: Raven Press, 1988
- Encyclopedia of reproduction I–IV. Ed. Ernst Knobil, Jimmy D. Neill. San Diego: Academic Press, 1998